# Andrea da Firenze (componist)
Andrea da Firenze of Andreas da Florentia (overleden 1415) was een Italiaans componist en organist uit de late middeleeuwen. Hij was vermoedelijk Florentijn. Samen met Francesco Landini en Paolo da Firenze was hij een vooraanstaand vertegenwoordiger van de Italiaanse ars nova stijl van het Trecento. Hij verwierf vooral bekendheid als componist van wereldlijke liederen, met als favoriete vorm de tegen die tijd ouderwets beschouwde ballata. 
- Bibliothèque nationale de France: cb13981182g (data)
- Gemeinsame Normdatei: 1014428351
- International Standard Name Identifier: 0000 0003 6149 3403
- Library of Congress Control Number: nr90006902
- MusicBrainz: 4e3ccb73-ed7f-4c7f-982b-1398b78a09e6
- Nationale Bibliotheek van Tsjechië: xx0266960
- Nationale Bibliotheek van Israël: 987007413643705171
- Istituto Centrale per il Catalogo Unico: MUSV001668
- Système universitaire de documentation: 163046468
- Virtual International Authority File: 223113187
- WorldCat: E39PBJx4kc9Cqdy6T4JmJ6VXBP